# 加茲多夫斯卡遊行
加茲多夫斯卡山地雪橇遊行，是一種展示雪橇及雪橇競賽的波蘭冬季傳統活動，由波德哈列文化區的山地居民穿著當地服飾，進行雙人雪橇競賽。

## 活動舉辦地點
該活動的舉辦地點為波蘭南部塔特山山腳下波德哈列文化區，Gazda在當地方言裡表示「鄉村人家的男主人」，而Parada Gazdowska（加茲多夫斯卡遊行）則意指「鄉村人家的遊行」。

## 活動內容
活動內容為雙人山地雪橇競賽，即當地方言裡的Kumoterska Gońba（庫莫特而斯卡工巴）。Komuter（庫莫特而）是指山地土生土長的男性，komuterka（庫莫特而卡）指的則是山地土生土長的女性，也稱baba（芭芭）。按照傳統，教父母會將教子女（嬰兒）──也就是「庫莫特而」或「庫莫特而卡」──以小型雪橇載往受洗儀式地點，而這項活動的進行方式便是由雙人一組的「庫莫特而」或「庫莫特而卡」駕駛雪橇，並在比賽途中靠身體保持平衡，避免雪橇翻倒。
加茲多夫斯卡山地雪橇遊行的另一個部份則是skiring及ski-skiring比賽。Skiring為馬拉滑雪的一種，進行方式為馬在前、滑雪者在後的滑行方式，馬上無騎士駕馭。Ski-skiring則為類似形式，但馬上有另騎士駕馭。